# Kelling
Kelling är en ort och civil parish i Storbritannien.   Den ligger i grevskapet Norfolk och riksdelen England, i den sydöstra delen av landet, 180 km nordost om huvudstaden London. Kelling ligger 16 meter över havet och antalet invånare är 175.
Terrängen runt Kelling är platt. Havet är nära Kelling norrut. Runt Kelling är det ganska tätbefolkat, med 104 invånare per kvadratkilometer. Närmaste större samhälle är Holt, 4,4 km söder om Kelling. Trakten runt Kelling består till största delen av jordbruksmark.